# Docelles
Docelles is een gemeente in het Franse departement Vosges (regio Grand Est) en telt 1011 inwoners (1999). De plaats maakt deel uit van het arrondissement Épinal. In de gemeente ligt spoorwegstation Docelles-Cheniménil.

## Geografie
De oppervlakte van Docelles bedraagt 8,8 km², de bevolkingsdichtheid is 114,9 inwoners per km².
De onderstaande kaart toont de ligging van Docelles met de belangrijkste infrastructuur en aangrenzende gemeenten.

## Demografie
Onderstaande figuur toont het verloop van het inwonertal (bron: INSEE-tellingen).